# Mel d'oli
La mel d'oli és una elaboració d'oli d'oliva texturitzat, viscosa, dolça i groguenca, feta amb aigua, oli d'oliva i agents texturitzants (isomalt i sucre), que li confereixen una textura untuosa semblant a la mel.

## Composició i procés d'elaboració

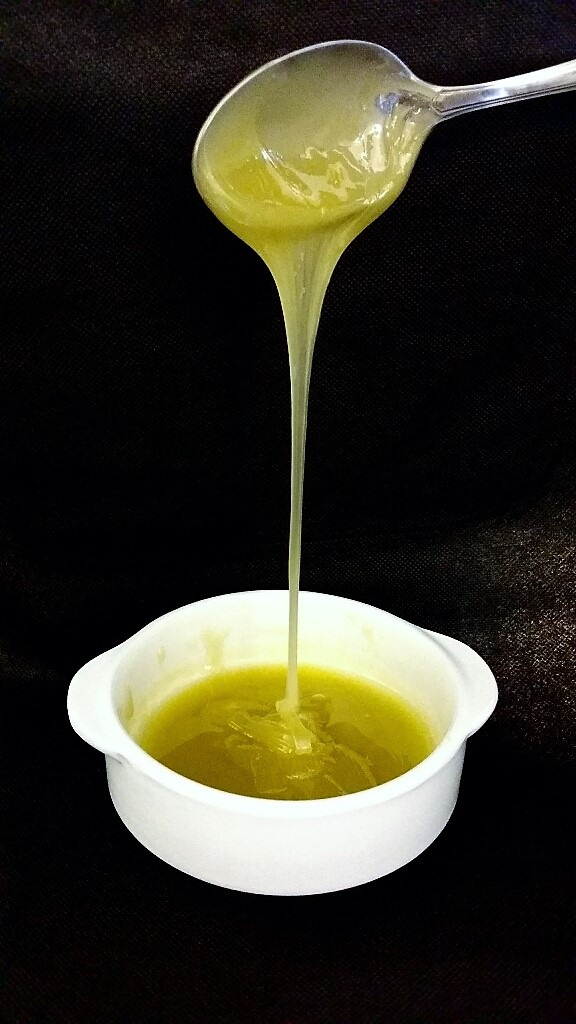
Mel d'oli

Aquesta elaboració consisteix en una dissolució de sucres (isomalt, sucre en pols i glucosa) en aigua. En dissoldre’s en aigua (medi líquid), els sucres (sòlids) formen enllaços temporals, però forts, ja que les partícules sòlides són atretes per les líquides, que trenquen la seva estructura rígida. Així les partícules disgregades del sòlid es van situant en els espais buits que hi ha entre les partícules de líquid i formen la dissolució. Mentre que l'oli no té gaire poder de dissolució de sucres i no s'arribarien a dissoldre i integrar correctament.
Durant la primera fase d'elaboració de la recepta, l'aigua, a més de la seva afinitat per dissoldre sucres, es fa servir per poder aplicar calor als sucres i evitar que es caramel·litzin. L'elaboració del xarop a una temperatura de 90 °C permet augmentar la solubilitat de l'aigua. A més, els xarops a baixa temperatura es formen cristalls petits i fins.
Per fer aquesta elaboració s'utilitzen tres tipus de sucre:
- Sucre llustre: sacarosa amb un poder edulcorant del 100 %, ja que és el sucre de referència per als graus de dolçor. S'utilitza sobretot per aportar dolçor a l'elaboració, i perquè és fàcil de dissoldre en aigua, ja que és el segon sucre més soluble en aquest medi.

- Glucosa en pols: sucre amb una capacitat edulcorant del 75 %. S'usa per la capacitat que té de prevenir la cristal·lització dels sucres i d'aportar elasticitat a les masses. A més, retarda la dessecació dels productes i és un anticristal·litzant de gelats (elaboracions amb un alt contingut en greixos, com en aquest cas).

- Isomalt: sucre amb un poder edulcorant de la meitat que la sacarosa. Té la capacitat de no cristal·litzar, no és higroscòpic i és molt resistent a les altes temperatures. En l'elaboració de mel d'oli, l'isomalt s'utilitza a causa d'aquestes característiques i no pel seu poder edulcorant.

Si la recepta s'elabora a una temperatura no gaire elevada, s'evita que els sucres agafin color. Tanmateix, l'agitament que s'aplica a la mescla i els dos sucres anticristal·litzants, aconsegueixen que, durant el refredament, els cristalls que es formen siguin petits o gairebé imperceptibles.
Aquests tipus de cristalls són els que aporten una textura fina, no granulosa i cremosa tan característica de la mel. El retard de la cristal·lització que aporta la glucosa i l'isomalt permeten obtenir una textura pastosa durant més temps i que sigui viscosa.
En la segona fase d'elaboració de la recepta, s'afegeix l'oli a poc a poc perquè es vagi creant una emulsió d'aigua en oli. La dissolució d'aigua i sucres queda dispersa a l'oli en micel·les, on se situa la part hidròfila dins i la lipòfila fora.
La recepta es realitza en calent (90 °C aprox.). Això fa que l'aigua tingui una solubilitat més alta i els sucres puguin dissoldre’s. En canvi, quan l'elaboració està en repòs i freda, se separa en dues fases: una aquosa (aigua i sucres) i una altra oliosa. Això es produeix, perquè en refredar-se l'elaboració, la solubilitat baixa i alguns sucres es precipiten. 

## Aplicacions culinàries
La mel d'oli es pot utilitzar en receptes com, per exemple: pa amb xocolata i mel d'oli, torrades de mel d'oli, torrades d'escalivada o per amanir, entre d'altres. La seva textura la fa bona també per omplir bombons o altres elaboracions similars.